# Tiszabura
Tiszabura är en ort i Ungern.   Den ligger i provinsen Jász-Nagykun-Szolnok, i den centrala delen av landet, 110 km öster om huvudstaden Budapest. Tiszabura ligger 86 meter över havet och antalet invånare är 2 730.
Terrängen runt Tiszabura är mycket platt. Runt Tiszabura är det ganska glesbefolkat, med 43 invånare per kvadratkilometer. Närmaste större samhälle är Kunhegyes, 15,6 km sydost om Tiszabura. Trakten runt Tiszabura består till största delen av jordbruksmark.